# Leucopogon deformis
Leucopogon deformis är en ljungväxtart som beskrevs av Robert Brown. Leucopogon deformis ingår i släktet Leucopogon och familjen ljungväxter. Inga underarter finns listade i Catalogue of Life.